# アン・ビーティ
アン・ビーティ（Ann Beattie、1947年9月8日 - ）は、アメリカ合衆国の作家。無駄のない硬質な文章で短編の名手とうたわれる。

## 経歴
1969年アメリカン大学卒、1970年コネティカット大学大学院英文科修士課程修了。
1973年にミュージシャンで音楽ジャーナリストのデービッド・ゲイツと結婚し、1児をもうけるが、1980年に離婚。その後、画家リンカーン・ペリーと出会い、1998年に再婚。
1976年から1977年にかけてバージニア大学で教鞭を執った後、1977年から1978年ハーバード大学で英語講座を担当。のちバージニア大学教授。この間、1974年に短編「プラトニックな関係」が『ニューヨーカー』誌に掲載されて注目を集める。
1976年に短編集『歪み』と長編『冬の寒い風景』を同時に刊行。グッゲンハイム助成金を得てコネティカットの田舎に引きこもり、1980年アメリカン・アカデミー功労賞受賞を機にニューヨークに出る。

## 評価・人物
1960年代後半に大学に入ってから、同時代の文学を読むようになった。フィッツジェラルドとヘミングウェイに興味を抱いており、アップダイクに惹かれていた。また『エスクァイア』誌でジョイ・ウィリアムズとレイモンド・カーヴァーを知りノックアウトされた。
また、1984年のインタビューで、大学院生のころに一番熱心に読んでいた作家はサミュエル・ベケットで、小説を書く際に意識する作家であると回答している。

## 主な著書
- 『愛してる』（Love Always、青山南訳、早川書房、ハヤカワノヴェルズ、彼女のためのノヴェルズ） 1991
- 『ウィルの肖像』（Picturing Will、亀井よし子訳、草思社） 1994
- 『カップルズ』（Alex Katz、片岡真由美訳、スイッチ・コーポレイション書籍出版部） 1989
- 『燃える家』（The Burning House、亀井よし子訳、ブロンズ新社） 1989、のちヴィレッジブックス　2002
「身をゆだねて」
「浮遊」
「プレイバック」
「シンデレラ・ワルツ」（芦野淳訳で心交社『ご主人を拝借』にも収載）
「女同士の話」
「重力」
「欲望」
「ハッピー」
「いさり火」
「光と影」
「待つ」
「駆けめぐる夢」
「ガラスのように」
「グリニッチ・タイム」
「燃える家」
- 『あなたが私を見つける所』（Where You'll Find Me、道下匡子訳、草思社） 1990
「カード」
「コニーアイランド」
「ハイスクール」
「今度はいつ会えるの?」
「広い外の世界」
「骸骨」
「白い夜に」
「雪」（柴田元幸訳で文春文庫『Sudden Fiction2 超短編小説・世界篇』にも収載）
「時の流れ」
「アンドリアのお護り」
「スピリタス」
「サマーピープル」
「木の上から」
「夏の夜の楽園」
「あなたが私を見つける所」
- 『貯水池に風が吹く日』（What Was Mine、亀井よし子訳、草思社） 1993
「人生の終わりの、ある一日のことを想像してみよう」
「アマルフィにて」
「蜂蜜」
「一年でいちばん長い日」
「ワーキングガール」
「マリーの待つわが家へ」
「ホレイショーの芸当」
「ねえ、知ってる?」
「父のかたみ」
「貯水池に風が吹く日」
- 『この世界の女たち - アン・ビーティ短篇傑作選』（岩本正恵訳、河出書房新社） 2014
「この世界の女たち」
「かわりを見つける」
「コンフィデンス・デコイ」
「ヤヌス」
「白い夜に」
「高みから」
「燃える家」
「ロサンゼルスの最後の奇妙な一日」
「ウサギの穴」
「堅い木」

- Park City: New and Selected Stories（パーク・シティ） - 短編集
- Perfect Recall: A Short Story（パーフェクト・リコール） - 短編集
- 『ニッポン新婚ツアー in カリフォルニア』 - ノンフィクション